# ۲۹۴۱ آلدن
سیارک ۲۹۴۱ (به انگلیسی: 2941 Alden، نامگذاری:1930YV) دو هزار و نهصد و چهل و یکمین سیارک کشف شده‌است که در ۲۴ دسامبر ۱۹۳۰ کشف شد.
قدر مطلق سیارک برابر ۱۳٫۹۰ است.